# Платтен (Німеччина)
Платтен (нім. Platten) — громада в Німеччині, розташована в землі Рейнланд-Пфальц. Входить до складу району Бернкастель-Віттліх. Складова частина об'єднання громад Віттліх-Ланд.
Площа — 6,63 км2. Населення становить 882 ос. (станом на 31 грудня 2020).